# Бернарду Марселіну Шерінда
Бернарду Марселіну Шерінда (Bernardo Marcelino Sherinda) — мозамбіцький політик та дипломат. Надзвичайний і Повноважний посол Республіки Мозамбік в Україні за сумісництвом (2004-2012).

## Життєпис
З 2003 року — Надзвичайний і Повноважний посол Республіки Мозамбік в РФ, в Україні та Білорусі за сумісництвом.
13 жовтня 2003 року — вручив вірчі грамоти Президенту Росії.
21 жовтня 2004 року — вручив вірчі грамоти Президенту України Леоніду Кучмі